# Jaskinia pod Agrestem
Jaskinia pod Agrestem – jaskinia w Żytniej Skale we wsi Bębło w województwie małopolskim, w powiecie krakowskim, w gminie Wielka Wieś. Znajduje się na Wyżynie Olkuskiej w obrębie Wyżyny Krakowsko-Częstochowskiej.

## Opis jaskini
Jaskinia znajduje się po północnej stronie wzniesienia, w najbardziej na zachód wysuniętej skale wspinaczkowej, przez wspinaczy skalnych opisywanej jako Żytnia Skała VI. Ma jeden otwór u południowo-wschodniej ekspozycji podstawy skały, nieco poniżej poziomu terenu. Ciągnie się za nim dość ciasny korytarz w postaci ciasnej i meandrującej rury. Powstała na pęknięciu skały poszerzonym przez przepływającą wodę. Pęknięcie to widoczne jest jeszcze w stropie jaskini. Jaskinia powstała zarówno w strefie wadycznej, jak i w strefie saturacji w skałach pochodzących z jury późnej. Później została zamulona, a potem ponownie odkopana (dowodem są scementowane osady na stropie i ścianach korytarza).
Jaskinia jest całkowicie ciemna i wilgotna. Jej końcowy odcinek ma własny, dość stały mikroklimat. Brak roślinności, ze zwierząt obserwowano tylko drobne muchówki i współczesne kości drobnych zwierząt na dnie.

## Historia eksploracji i dokumentacji
Jaskinię odkopano w latach 80. XX wieku. Ślady rozkopywania są jeszcze widoczne we wnętrzu jaskini, a przed wylotem jaskini jest nasyp materiału wyniesionego z jaskini. Po raz pierwszy jaskinię  wymienili M. Szelerewicz i A. Górny w 1986 roku. W listopadzie 1981 r. D. Lisoń i J. Rajski zmierzyli jaskinię, D. Lisoń sporządził jej plan. 

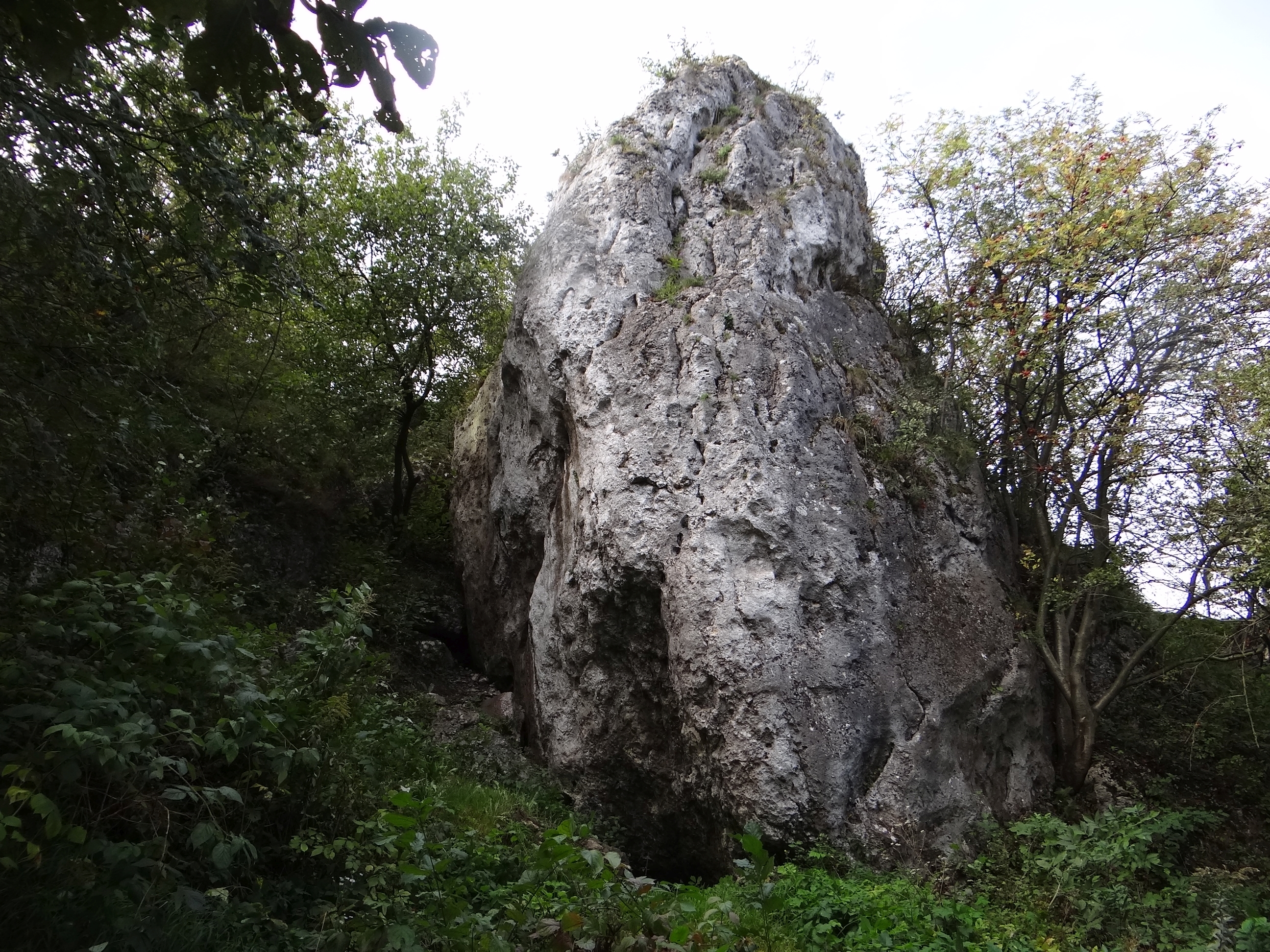
Żytnia Skała VI z otworem jaskini u podstawy
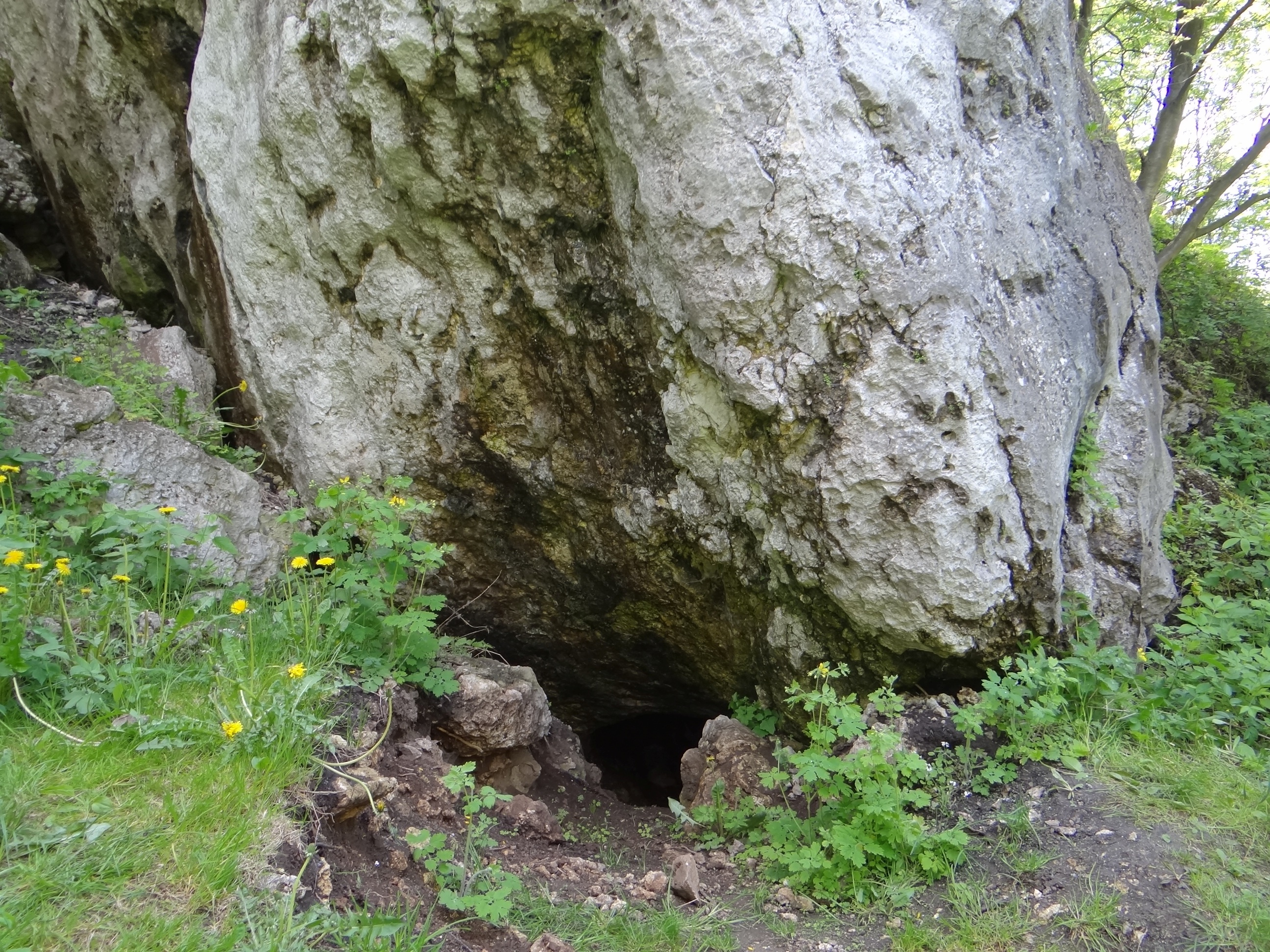
Otwór jaskini
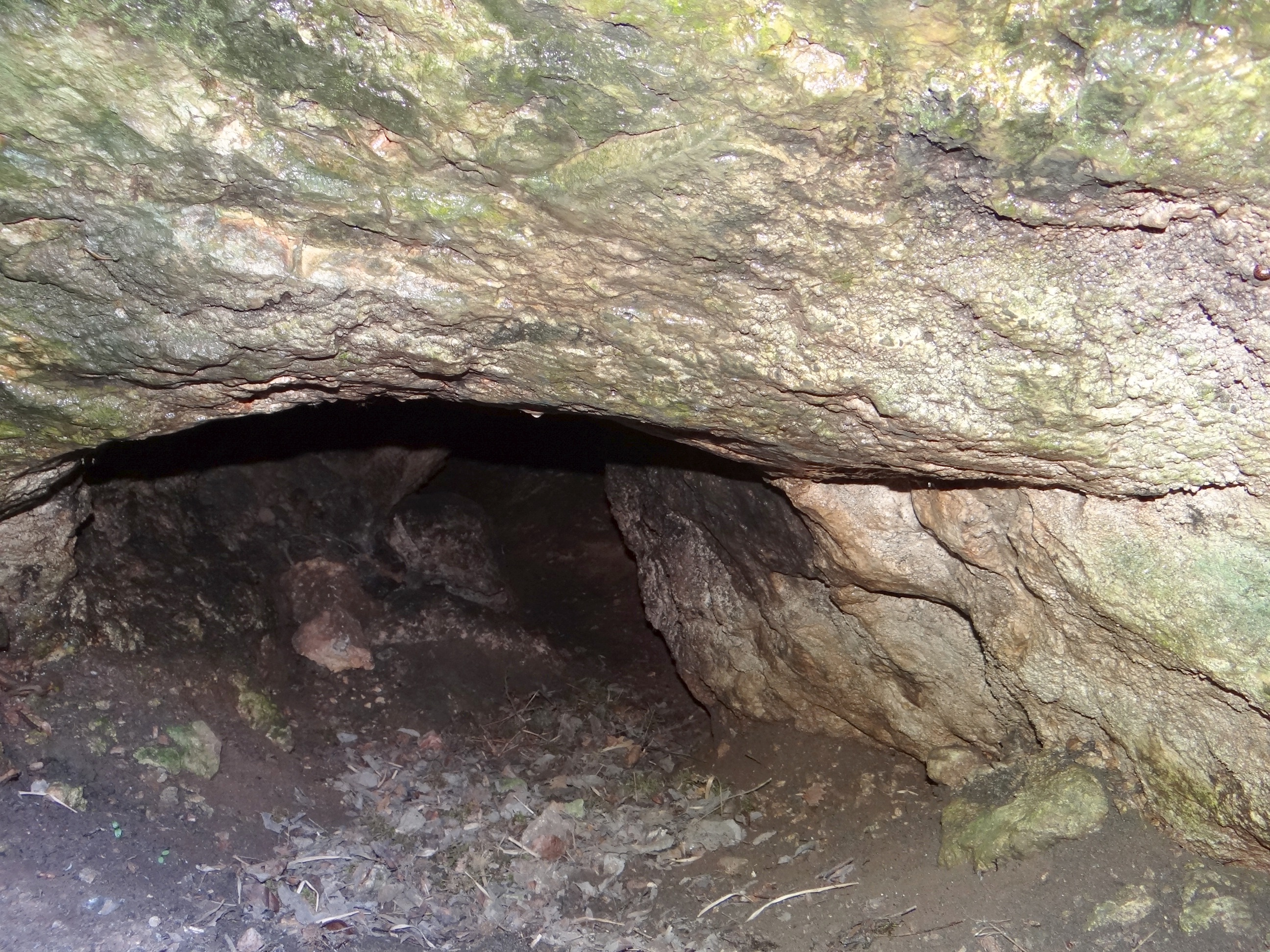
Początek korytarza

## Jaskinie i schroniska Skały Żytniej
W Skale Żytniej znajduje się:
- Jaskinia w Żytniej Skale Górna (długość 13 m),
- Schronisko Dolne w Żytniej Skale (długość 10,5 m),
- Schronisko Małe w Żytniej Skale (Jaskinia Mała) – pierwsze od zachodniej strony,
- Schronisko nad Dolnym w Żytniej Skale (długość 4,7 m),
- Schronisko Przechodnie w Żytniej Skale (Jaskinia Przechodnia). Ma długość kilkunastu metrów, wysokość pozwalającą na swobodne przejście i dwa otwory; jeden główny i drugi, boczny i mniejszy. Otwory te połączone są z sobą tunelem,
- Schronisko Wysokie w Żytniej Skale (Jaskinia Wysoka), z dużą komorą o wysokim sklepieniu i wielkim głazem w otworze wejściowym,
- Schronisko za Stodołą w Żytniej Skale (na południowej stronie skał)[4].